# Plympton, South Australia
Plympton är en ort i Australien. Den ligger i kommunen City of West Torrens och delstaten South Australia, nära delstatshuvudstaden Adelaide. Antalet invånare är 2 955.